# Lijst van gemeentelijke monumenten in Nijmegen (gemeente)
De gemeente Nijmegen kent 1.064 gemeentelijke monumenten. Hieronder een overzicht.

## Lent
De plaats Lent kent 29 gemeentelijke monumenten. Zie de Lijst van gemeentelijke monumenten in Lent voor een overzicht.

## Nijmegen
De plaats Nijmegen kent 1.035 gemeentelijke monumenten. Zie Lijst van gemeentelijke monumenten in Nijmegen (plaats) voor een overzicht.

## Oosterhout
De wijk Oosterhout kent géén gemeentelijke monumenten. Het aan de westkant daarvan direct aangrenzende gelijknamige dorp in de gemeente Overbetuwe kent wel gemeentelijke monumenten. Die zijn te vinden in de Lijst van gemeentelijke monumenten in Overbetuwe.